# Barbara Friedrich
Barbara Friedrich (Barbara Ann Friedrich, verheiratete Parcinski; * 18. Januar 1949 in Newark, New Jersey) ist eine ehemalige US-amerikanische Speerwerferin.
1967 siegte sie bei den Panamerikanischen Spielen in Winnipeg, und 1968 wurde sie Neunte bei den Olympischen Spielen in Mexiko-Stadt.
1968 wurde sie US- und Australische Meisterin. Ihre persönliche Bestweite von 60,55 m stellte sie am 4. Juni 1967 in Long Branch auf.